# بیسمارک براتو فاریا
بیسمارک براتو فاریا (به [] Error: {{Lang-xx}}: فاقد متن (راهنما)) بازیکن اهل برزیل است
بیسمارک براتو فاریا در تیم‌های فوتبال واسکو دوگاما ،توکیو وردی، کاشیما آنتلرز،فلومیننزه، گویاس سابقهٔ حضور دارد.